# تپه سه خون کشیا
تپه سه خون کشیا مربوط به هزاره اول قبل از میلاد - دوره اشکانیان است و در شهرستان کوهدشت، بخش مرکزی، دهستان کوهدشت شمالی، ۵۰۰ متری جنوب روستای چم آسن واقع شده و این اثر در تاریخ ۲۸ اسفند ۱۳۸۵ با شمارهٔ ثبت ۱۸۸۰۲ به‌عنوان یکی از آثار ملی ایران به ثبت رسیده است.